# 의로움의 주입

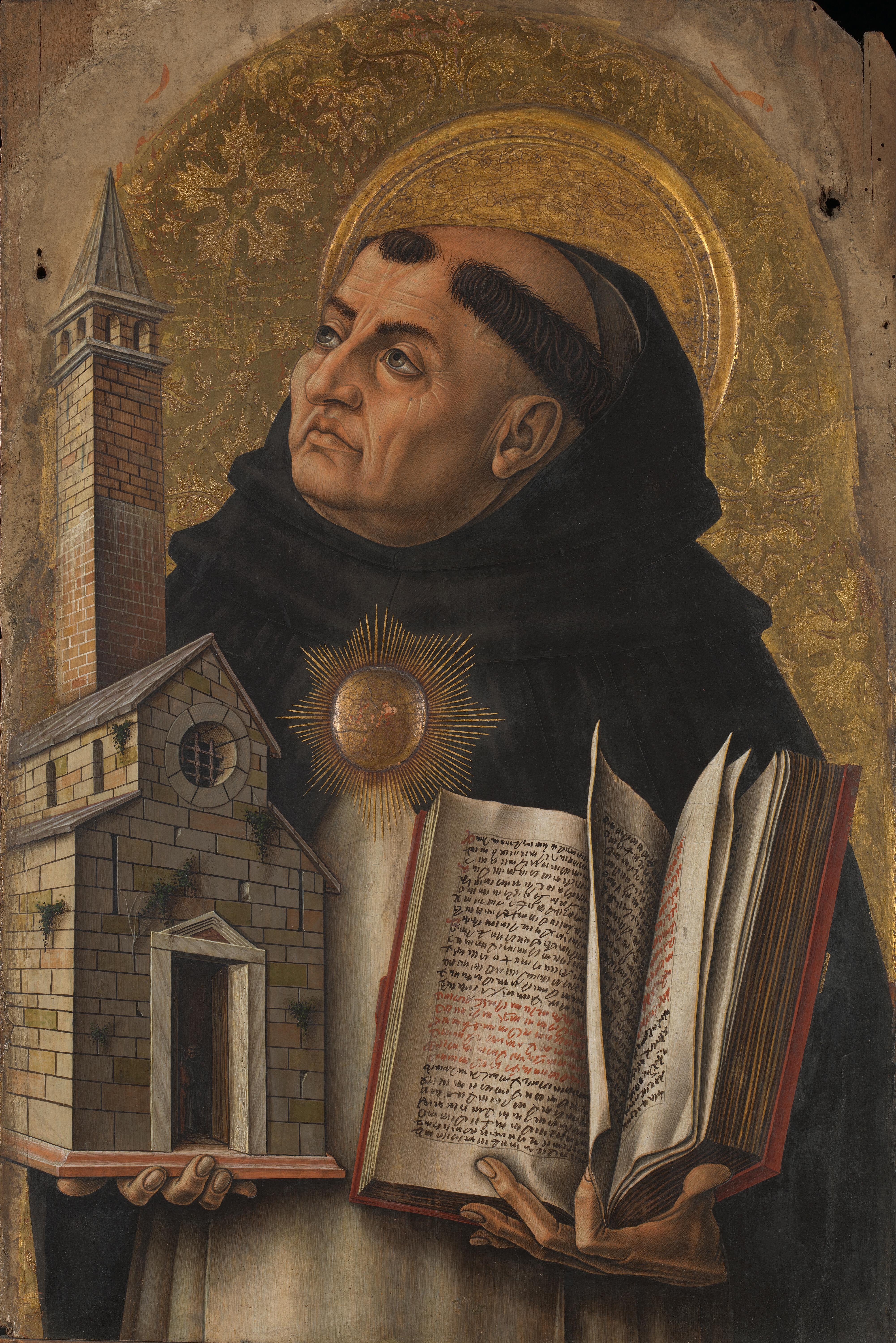
토머스 아퀴나스

의로움의 주입 ( infused righteousness )는 로마 가톨릭교회의 칭의교리이다. 이 교리는 토머스 아퀴나스의 신학에 기초한다. 이 교리는 그리스도의 명령에 따르고, 고백성사와 성례를 통하여 하나님의 은혜와 의로움이 신자에게 점진적으로 주입되어, 그들 자신의 육체에 있는 의로움이 하느님의 의로 놓이게 된다는 의미이다. 
이에 대하여  칼뱅주의는 의의 전가를 주장하였다. 즉, 의로움이 오직 그리스도의 의가 신자에게 전가되어야만 한다는 것이다.

## 같이 보기
- 전가된 의